# Hayal Köseoğlu
Hayal Köseoğlu es una actriz de televisión, teatro y música turca. Nacida el 20 de diciembre de 1992 en Estambul, es conocida por sus papeles de Açelya en Mucize Doktor, Sasha en Mahkum y Derya en Ufak Tefek Cinayetler. 
Biografía y carrera
Hayal Köseoğlu comenzó su actuación a una temprana edad y, a los 6 años, obtuvo su primer papel televisivo en la serie Mahallenin Muhtarları, emitida en Kanal D. Más tarde, finalizó su etapa educativa en la Universidad Aydın de Estambul, en la Facultad de Bellas Artes, en el Departamento de Arte Dramático y Actuación. 
Köseoğlu ha aparecido en numerosas series de televisión, aunque sus recientes papeles en Mucize Doktor como Açelya y en Mahkum como Sasha, la han consagrado como una de las actrices turcas más nombradas en la actualidad. Próximamente, interpretará el rol de Ahu en la nueva serie Altin Kafes.   
Filmografía
| Año  | Título   | Personaje |
| ---- | -------- | --------- |
| 2021 | Bonkis   | Özge      |
| 2022 | Cezailer | Simge     |

| Año       | Título                | Personaje |
| --------- | --------------------- | --------- |
| 2016      | Arkadaşlar İyidir     | Merve     |
| 2017      | Ufak Tefek Cinayetler | Derya     |
| 2017-2018 | Istanbullu Gelin      | Zeynep    |
| 2019-2021 | Mucize Doktor         | Açelya    |
| 2021-2022 | Mahkum                | Sasha     |
| 2023      | Altin Kafes           | Ahu       |

| Año  | Título          | Personaje |
| ---- | --------------- | --------- |
| 2019 | Sesinde Aşk Var | Deniz     |
| 2019 | Özgür Dünya     | Duygu     |
| 2021 | Bir Nefes Daha  | Efsun     |